# Alois Keda
Alois Keda (15. února 1915 Brno – 6. dubna 1942 Llanymawddwy) byl český pilot 311. československé bombardovací perutě.

## Život

### Před druhou světovou válkou
Alois Keda se narodil 15. února 1915 v Brně, žil v Zastávce. V roce 1936 absolvoval pilotní školu ve Vojenském leteckém učilišti v Prostějově a poté jako délesloužící poddůstojník sloužil u československého armádního letectva.

### Druhá světová válka
Po německé okupaci v březnu 1939 opustil Alois Keda ilegálně Protektorát Čechy a Morava a přes Polsko odešel do Francie. Zde byl 2. října 1939 prezentován u vznikající Československé armády v zahraničí, následně zařazen do francouzského armádního letectva a po přeškolení na tamní techniku se zúčastnil bitvy o Francii jako příslušník bombardovací skupiny II/21. Po pádu Francie červnu 1940 byl součástí skupiny, která z důvodu chyby v navigaci a následným špatným povětrnostním podmínkám odletěla ve stroji Amiot 351 přes Toulouse do Záhřebu, kde byla internována. Po propuštění se přes Turecko a Blízký východ dostala v květnu 1941 do Spojeného království. Alois Keda byl zařazen k 311. československé bombardovací peruti a započal s přeškolováním na britskou techniku a secvičováním se s posádkou. Zahynul 6. dubna 1942 během cvičného letu jako příslušník 1429. československé operačně-výcvikové letky, kdy se stroj Vickers Wellington Mk.Ic P9299 KX-A startující z East Wrethamu pod jeho velením zřítil v kopcích u Llanymawddwy ve Walesu. Pohřben byl na hřbitově u kostela svatého Ethelberta v East Wrethamu v Norfolku. Dosáhl hodnosti rotmistra.

## Posmrtná ocenění
- V roce 1947 byl Alois Keda in memoriam povýšen do hodnosti poručíka a v roce 1991 do hodnosti plukovníka
- Československý válečný kříž 1939